# Student Nonviolent Coordinating Committee
Student Nonviolent Coordinating Committee (zkratkou SNCC, někdy vyslovováno SNYK) byla jednou z hlavních organizací v rámci hnutí za občanská práva v 60. letech 20. století. Organizace vznikla z první vlny studentů, kteří protestovali proti rasové segregaci v jídelnách. Pořádali protestní sit-in akce, kdy si dle taktiky nenásilného odporu sedali na místa vyhrazená pro bělochy a v případě útoku se nijak nebránili. SNCC bylo založeno v dubnu 1960 na setkání, které pořádala aktivistka Ella Bakerová na Shaw University ve městě Raleigh v Severní Karolíně.
SNCC sehrála klíčovou roli během akce Freedom Riders z roku 1961, přípravy pochodu na Washington z roku 1963, přípravy kampaně Freedom Summer v Mississippi v roce 1964, přípravy pochodů ze Selmy do Montgomery v Alabamě v roce 1965 a přípravy pochodu proti strachu z roku 1966. Na konci 60. let se organizace inspirovala přístupem, který prosazovali osobnosti jako Stokely Carmichael pod heslem Black Power. SNCC se poté soustředila na protesty proti válce ve Vietnamu. V roce 1969 se oficiálně přejmenovala na Student National Coordinating Committee, jelikož její tehdejší představitelé přestali věřit, že by mohli nadále používat taktiku nenásilných protestů. V 70. letech organizace, po infiltraci od agentů FBI v rámci programu COINTELPRO, ztratila akceschopnost a v roce 1976 byla rozpuštěna.